# Dragoncello (Poggio Rusco)
Dragoncello è una frazione di Poggio Rusco, in provincia di Mantova.
Durante la seconda guerra mondiale fu teatro dell'operazione Herring (Aringa), azione di infiltrazione e sabotaggio effettuata dalla notte del 20 aprile al 23 aprile 1945 dalle forze alleate e cobelligeranti contro l'esercito nazifascista. L'operazione Herring è ricordata come l'unico aviolancio di guerra effettuato in Italia nella storia dei paracadutisti italiani.

## Storia
La località di Dragoncello fu citata in un atto di donazione del 5 maggio 1082 redatto dal vescovo di Mantova in favore del nipote Ubaldo, canonico. Altri documenti storici risalgono al 1387 e 1443.
In un inventario del Duca di Mantova datato 10 febbraio 1542 si descrive un "Casamento con due Fenili, uno de porte otto e l'altro cinque con la casa dove sta il fator e una cassina et casearia et casa dove sta il casaro, con bb. 546 de prati e pascholi, bb. 60 de terra arativa, vignata, salesiva e casamentiva con una casa ed un fenile murato e copato dove sta il lavorante [...]. Sopra detti fenili ci sono carri 255 de feno, in detti fenili 48 cavalli".
Nella fase finale della seconda guerra mondiale, dal 20 al 23 aprile 1945 ebbe luogo l'operazione Herring, in cui 226 paracadutisti del neo Corpo Italiano di Liberazione furono lanciati per proteggere strutture ed edifici e favorire l'avanzata alleata. Durante la missione,  lo scontro più importante avvenne presso la località Cà Bruciata di Dragoncello.

## Monumenti e luoghi d'interesse

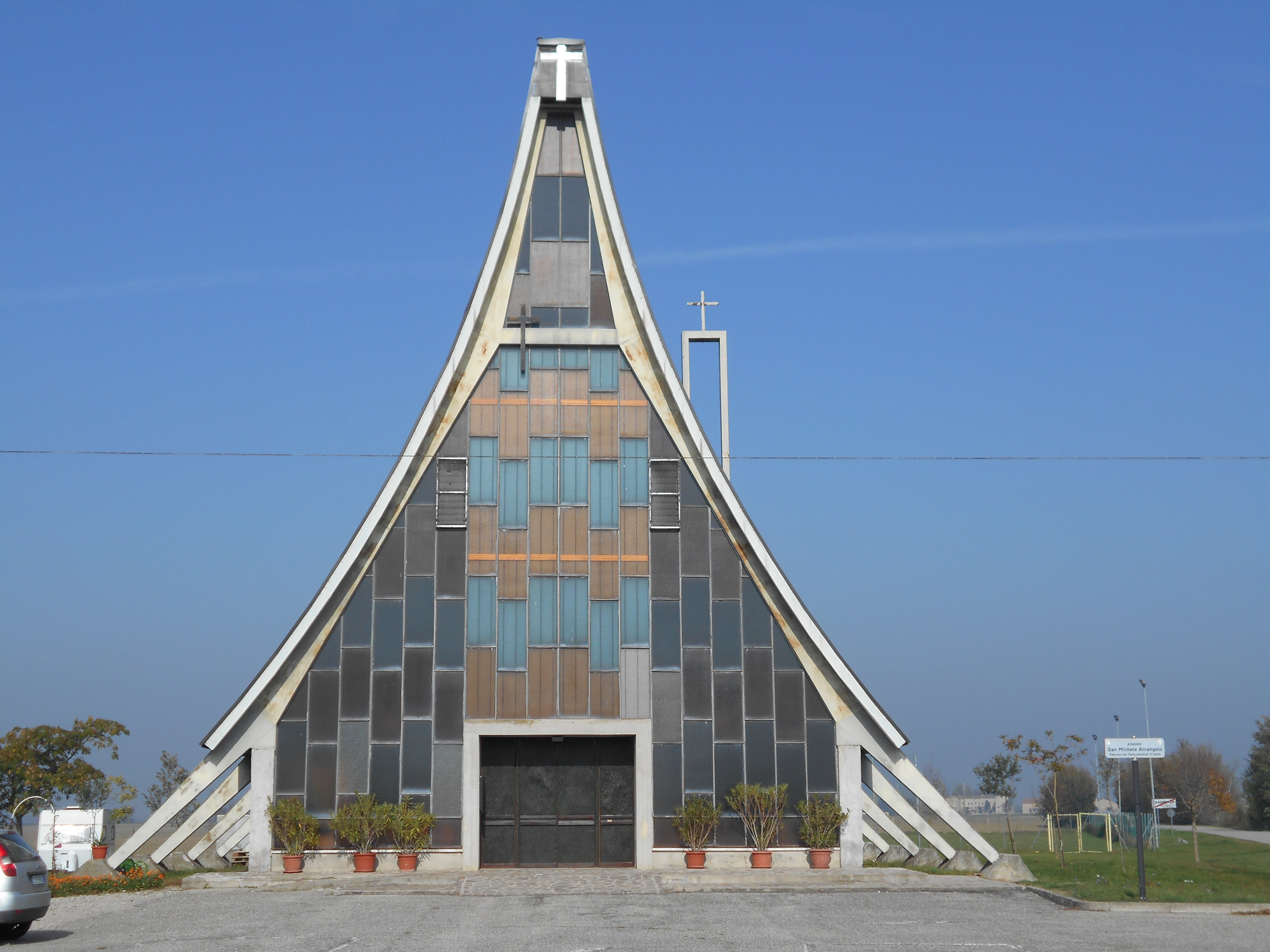
Chiesa della Beata Vergine Maria Ausiliatrice e santa Maria Maddalena

Il memoriale dell'operazione Herring (realizzato nel 1960) e l'ara dei paracadutisti d'Italia (inaugurata il 30 aprile 1965) si trovano nel piccolo centro di Dragoncello. 
Tra la fine degli anni 1960 e la metà degli anni 1970 venne edificata la chiesa della Beata Vergine Maria Ausiliatrice e santa Maria Maddalena, progettata dall'architetto Lino Morselli con un'originale forma che ricorda due mani slanciate verso il cielo da cui scesero i paracadutisti, raffigurati anche nella grande vetrata.
A poca distanza, in località Fienil dei Frati (in comune di Sermide e Felonica) si trova un altro monumento dedicato a quattro paracadutisti inizialmente dati per dispersi nell'operazione Herring.
Una via è stata intitolata al paracadutista di leva Pasquale Baccaro, caduto nella battaglia del pastificio di Mogadiscio nel 1993.